# Nagrada hrvatskog glumišta 2011.
Dodjela nagrada hrvatskog glumišta 2011. održala se 24. studenog 2011. Hrvatska televizijska kuća HRT emitirala je dodjelu koja se održala u prostorijama Hrvatskog narodnog kazališta u Zagrebu. Voditelj priredbe je bio kazališni i televizijski glumac Jan Kerekeš.

## Nominacije i pobjednici
Nominacije za nagrade su objavljene 7. studenog 2011. godine. Nagradu za svekoliko umjetničko djelovanje primili su hrvatska mezzosopranistica Nada Puttar-Gold i hrvatski glumac Zlatko Crnković.

### Programi
| Najbolja lutkarska ili dječja predstava | Najbolja kazališna kostimografija |
| --- | --- |
| - Veli Jože (Gradsko kazalište Trešnja) - Ovo bi mogla biti moja ulica (Zagrebačko kazalište mladih) - Družba Pere Kvržice (Gradsko kazalište Žar ptica)                                                | - Marita Ćopo za predstavu "Tartuffe" (Gradsko kazalište Gavella) - Marija Šarić Ban za predstavu "Michelangelo Buonarroti" (Kazalište lutaka Zadar) - Juraj Žigman za predstavu "Šuma Striborova" (HNK Ivana pl. Zajca) |
| Najbolja kazališna scenografija | Najbolja predstava u cjelini |
| - Mojmir Mihatov i Darko Petković za "Michelangelo Buonarroti" (Kazalište lutaka Zadar) - Dinka Jeričević za "Varijacije u F.ado molu" (HNK Zagreb) - Ivo Knezović za "Gospoda Glembajevi" (HNK Zagreb) | - Parsifal (HNK Zagreb) - Adriana Lecouvreur (HNK Ivana pl. Zajca) - La Gioconda (57. Splitsko ljeto) |
| Najbolje redateljsko ostvarenje u TV drami | Najbolje dirigentsko ili redateljsko ostvarenje u operi |
| - Dario Pleić za "Mamutica" (HRT) - Snježana Tribuson za "Odmori se, zaslužio si" (HRT) - Ištvan Filaković za "Stipe u gostima" (HRT)                                                                   | - Nikša Bareza za Parsifal - Ozren Prohić za Mazepa - Ivo Lipanović za Macbeth |
| Najbolji mladi baletni umjetnik/ca | Najbolje muško umjetničko ostvarenje u baletu |
| - Daria Brdovnik Bukvić kao Janica za "Breza" - Matea Milas za "Dodir" - Ksenija Krutova za "Tišina mog šuma" i "Varijacije u F.ado molu2                                                               | - Azamat Nabiullin kao Zorba za "Grk Zorba" - Andrei Koteles kao Pan za "Daphnis i Chloe" - Artjom Žusov kao John za "Grk Zorba"                                                                                         |
| Najbolje žensko umjetničko ostvarenje u baletu | Najbolje koreografsko, redateljsko ili dirigentsko ostvarenje u baletu |
| - Pavla Mikolavčić za "Paquita" i "Air" - Cristina Lukanec kao Nimfa Syrinx za "Daphnis i Chloe" - Mirna Sporiš kao Kitri za "Don Quijote"                                                              | - Dinko Bogdanić za "Breza" - Leo Mujić za "Tišina mog šuma" - Berislav Šipuš za "Air" |
| Najbolja baletna predstava u cjelini | Najbolji suvremeni hrvatski dramski tekst |
| - Air (HNK Zagreb) - Dodir (HNK Split) - Večer tri baleta (HNK Zagreb) | - Jelena Kovačić i Anica Tomić za "Ovo bi mogla biti moja ulica" (Zagrebačko kazalište mladih) - Oliver Frljić za "Mrzim istinu" (Teatar &TD) - Marijana Nola za "Diva" (Gradsko kazalište Žar ptica)                    |
| Najbolje redateljsko ostvarenje u drami | Najbolja dramska predstava u cjelini |
| - Dražen Ferenčina za "Michelangelo Buonarroti" (Kazalište lutaka Zadar) - Krešimir Dolenčić za "Čudo u Poskokovoj Dragi" (Satiričko kazalište Kerempuh) - Oliver Frljić za "Mrzim istinu" (Teatar &TD) | - Mrzim istinu (Teatar &TD) - Amateri (Kazalište KNAP) - Michelangelo Buonarroti (Kazalište lutaka Zadar) |

### Gluma i pjevanje
| Najbolji glavni glumac u lutkarskoj ili dječjoj predstavi                                                                                               | Najbolja glavna glumica u lutkarskoj ili dječjoj predstavi |
| --- | --- |
| - Jerko Marčić kao Veli Jože u Veli Jože - Pero Juričić kao Platnomjer u Priča o konju - Radovan Ruždjak kao Kamaglengo Civetta u Veli Jože             | - Jadranka Đokić kao djevojka koja želi otići u Ovo bi mogla biti moja ulica - Helena Kovačić kao Tonkica u Kako je Tonkica kupovala kruh - Nataša Dorčić kao majka dvaju sinova u Ovo bi mogla biti moja ulica |
| Najbolji mlada glumica u kazališnoj predstavi | Najbolja mlada glumica u kazališnoj predstavi |
| - Filip Križan kao Oliver u Mrzim istinu - Marko Hergešić kao dječak, 15 u Kamenje - Ivan Magud kao Luka u Kate Kapuralica                              | - Tara Rosandić kao Lena u Tko je srušio Berlinski zid? - Mirela Videk kao Olga u Murlin Murlo - Iva Visković kao Marina u Mrzim istinu                                                                         |
| Najbolji mladi/a operni/a umjetnik/ca | Najbolje glumačko ostvarenje u radio drami |
| - Lana Kos kao Lucia di Lammermoor u Lucia di Lammermoor - Martina Klarić kao Monika za Medij - Ljubomir Puškarić kao Mlinar Sima u Ero s onoga svijeta | - Vanda Winter kao Nastenjka za "Bijele noći" - Sreten Mokrović" kao Thomas Masterick za "Zavrzlama" - Srđana Šimunović kao Matilda za "Anđeli na granici"                                                      |
| Najbolje umjetničko muško ostvarenje u operi | Najbolje umjetničko žensko ostvarenje u operi |
| - Siniša Hapač kao Mazepa za Mazepa - Ozren Bilušić kao Doktor Bartol za Seviljski brijač - Robert Kolar kao Michonnet za Adriana Lecouvreur            | - Vedrana Šimić kao Adriana Lecouvreur u Adriana Lecouvreur - Kristina Kolar kao Laura za La Gioconda - Dubravka Šeparović Mušović kao Kundry za Parsifal                                                       |
| Najbolja sporedna glumica u kazališnoj predstavi | Najbolji sporedni glumac u kazališnoj predstavi |
| - Petra Dugandžić kao Stela za Amateri - Natalija Đorđević kao Lana za Diva - Sunčana Zelenika Konjević kao Alojzija Picek za Idu svati, mlade ni       | - Dražen Čuček kao svećenik za Kralj Edip - Vili Matula kao Kuka za Amateri - Enes Vejzović kao Orgon za Tartuffe                                                                                               |
| Najbolja glavna glumica u kazališnoj predstavi | Najbolji glavni glumac u kazališnoj predstavi |
| - Jelena Miholjević kao Kate za Kate Kapuralica - Ivana Roščić kao Slađana za Mrzim istinu - Marija Sekelez kao Helena za Diva                          | - Goran Grgić kao Grga za Amateri - Milan Pleština kao Leone Glembay za Gospoda Glembajevi - Rakan Rushaidat kao Dragan za Mrzim istinu                                                                         |

## Prezenteri
- Ines Bojanić
- Marko Makovičić
- Daria Knez
- Maja Posavec
- Boris Miholjević
- Vanja Matujec
- Ivana Boban
- Tvrtko Stipić
- Adela Golac Rilović
- Marija Kuhar Šoša
- Dalibor Matanić
- Leona Paraminski
- Edina Pličanić
- Tomislav Petranović
- Sandra Lončarić
- Sven Medvešek
- Linda Begonja
- Nataša Janjić

## Vanjske poveznice
- Pravilnik o dodjeli
- Lista nominacija